# Balansun
Balansun es una comuna francesa de la región de Aquitania en el departamento de Pirineos Atlánticos.
El topónimo Balansun fue mencionado por primera vez en el año 1205 con el nombre de Balensun.

## Demografía
| 177 | 202 | 206 | 215 | 209 | 207 | 230 |
| Para los censos de 1962 a 1999 la población legal corresponde a la población sin duplicidades (Fuente: INSEE [Consultar]) |     |     |     |     |     |     |